# Матиган-и Хазар Датистан
Матиган-и Хазар Датистан был судебным кодексом Магистана (Мегистана), имперского парламента империи Аршакидов (150 г. до н. э. — 226 г. н. э.) и, какое-то время, империи Сасанидов (226—650 гг. н. э.).
Матиган-и Хазар Датистан представлял собой сборник социальных, моральных, гражданских и уголовных законов того времени. Хотя название предполагает тысячу глав или законов (хазар: тысяча), неизвестно, действительно ли в кодексе было так много, и может просто означать «значительное число».
Значительная часть кодекса утеряна.